# Ian Yi
Yi Po-chen (en chino, 易柏辰; pinyin, Yì Bǎi Chén) (Taipéi, República de China, 24 de octubre de 1996), mejor conocido bajo su nombre artístico de Ian Yi o simplemente Ian, es un cantante, rapero, actor y bailarín taiwanés. Es principalmente conocido por haber sido miembro del grupo masculino SpeXial desde 2015 hasta 2021.

## Biografía

### Primeros años
Yi Po-chen nació el 24 de octubre de 1996 en el distrito de Shilin, Taipéi. Su familia se compone de sus padres y dos hermanos menores. Asistió y se graduó de la Nan Chiang Industrial & Commercial Senior High School con una maestría en artes escénicas. Ingresó a la industria del entretenimiento en 2014, tras interpretar un rol secundario en GTO in Taiwan. En la segunda mitad de 2014, después de recibir dos años de entrenamiento, la agencia Comic International Productions anunció la incorporación de Yi junto a otros dos nuevos miembros al grupo de mandopop taiwanés, SpeXial.

### Carrera
Yi debutó con SpeXial bajo el nombre inglés de "Ian" el 13 de enero de 2015, donde se desempeña como rapero y bailarín. Debido a que es el miembro más joven del grupo, sus fanáticos lo apodan "Little Star". El 31 de mayo de ese mismo año, el grupo ganó dos Hito Music Awards en las categorías de "grupo hito" y "grupo más popular".
En agosto de 2016, Yi participó en la serie web Men with Sword, en la que actuó junto a sus compañeros de banda Evan, Dylan, Zhiwei, Wayne, Simon y Win. El 5 de junio, SpeXial nuevamente ganó los premios "grupo hito" y "grupo más popular" en los Hito Music Awards de 2016. Sin embargo, Ian y su compañero Riley estuvieron ausentes en la ceremonia mientras filmaban dramas de televisión. En diciembre, obtuvo un rol secundario en otra serie web, Stardom.
En enero de 2017, Yi repitió su rol de Chen Yifu en Stardom 2. Poco después, obtuvo el papel principal en el especial The Super Royal Highness. En ese mismo año, Yi también interpretó a 
Zhan Zhao en Kai Feng Qi Tan, y a Ma Chao en un remake de la serie K.O.3an Guo.

## Filmografía

### Televisión
| Año  | Título                     | Papel          | Notas    |
| ---- | -------------------------- | -------------- | -------- |
| 2012 | The M Riders 4             | Dark Black Man | Invitado |
| 2014 | GTO in Taiwan              | Estudiante     | Invitado |
| 2018 | The Song of the Lushan War | Bai Fan-yin    |          |

### Series web
| Año  | Título                      | Papel          | Notas      |
| ---- | --------------------------- | -------------- | ---------- |
| 2016 | Men with Sword              | Qi Zhi-kan     | Principal  |
| 2016 | Stardom                     | Chen Yi-fu     | Secundario |
| 2017 | Stardom 2                   | Chen Yi-fu     | Principal  |
| 2017 | Legend of the Little Monk 2 | Cheng Feng-lin | Secundario |
| 2017 | K.O.3an Guo                 | Ma Chao        | Principal  |
| 2017 | Kai Feng Qi Tan             | Zhan Zhao      | Principal  |
| 2019 | How, Boss Wants to Marry Me | Chu Yan        | Secundario |
| 2019 | Your Highness 2             | Jing Tian      | Secundario |
| 2019 | Young Blood Agency          | Ye Yi-chen     | Secundario |

### Películas
| Año  | Título                         | Papel                 | Notas     |
| ---- | ------------------------------ | --------------------- | --------- |
| 2018 | The War Records of Deification | Jiang Shang / Lu Wang | Principal |